# قائمة الطعام (فلم)
قائمة الطعام (بالإنجليزية: The Menu) هو فيلم كوميديا سوداء من إخراج مارك ميلود، وإنتاج آدم مكاي، ومن بطولة أنيا تايلور جوي، نيكولاس هولت، رالف فاينس، هونغ تشاو وجون ليجويزامو. من المقرر صدور الفيلم في 18 نوفمبر 2022.

## قصة الفيلم
ثسافر تايلر ورفيقته مارجوت ميلز بالقارب إلى هوثورن ، وهو مطعم حصري يمتلكه ويديره الشيف الشهير جوليان سلويك ويقع على جزيرة خاصة. ومن الضيوف الآخرين في العشاء ليليان ، ناقد الطعام ، ومحررها تيد ؛ الزوجان الثريان ريتشارد وآن ؛ جورج ، نجم سينمائي ما بعد البرايم ومساعدته الشخصية فيليسيتي ؛ وشركاء الأعمال سورين وديف وبريس.
تقوم المجموعة بجولة في الجزيرة من قبل رئيس المطعم ، إلسا ، الذي يشير إلى أن مارغو لم تكن ضيف تايلر المعين في المساء. في العشاء ، يتلقى أول طبقين من أطباق فن الطهي الجزيئي ردود فعل متباينة من المجموعة. تايلر ، الذي هو في نفس الوقت من عشاق الطعام ومحب سلوويك ، يشعر بسعادة غامرة تجاه هذه التجربة ، لكن مارجوت تشعر بالانزعاج من بيئة المطعم الصارمة. سلويك وإلسا يشككان في وجود مارجوت ، لكنها ترفض مشاركة أي معلومات عن نفسها.
أصبحت الدورات التدريبية والمونولوجات المصاحبة لـ Slowik أكثر إثارة للقلق. الدورة الثالثة بعنوان "ذكريات" ، تبدأ بمونولوج لسلاويك ، يشرح بالتفصيل حدثًا من طفولته دافع فيه عن والدته من والده المدمن على الكحول بطعنه في ساقه بمقص. ثم يتم تقديم أفخاذ الدجاج مع مقص عالق في اللحم ، إلى جانب خبز التورتيلا المحفور بالليزر مع أدلة على جرائمهم الماضية. بالنسبة للدورة الرابعة ، المسماة "الفوضى" ، يقدم Slowik جيريمي ، مساعد الطهاة الذي صمم الطبق ، ويوضح أن جيريمي قد تدرب لفترة طويلة لتحقيق طموحه في أن يصبح طاهًا رائعًا مثل Slowik ، لكنه لم يستطع قياسه. الأمر عائد إليه. لإغلاق المقدمة ، يزيل جيريمي مسدسًا من حزام خصره ويطلق النار على نفسه في فمه ، مما تسبب في حالة من الذعر بين الضيوف. عندما حاول ريتشارد مغادرة المطعم ، طلبت إلسا من أحد الموظفين قطع إصبعه الأيسر ، مما يبرز خيانته الزوجية.

## طاقم الفيلم
- رالف فينيس مثل جوليان سلويك ، طاهٍ مشهور وصاحب مطعم هوثورن ، الذي لديه عقلية طقسية وفقد شغفه بمهنته.
- أنيا تايلور جوي بدور مارجوت ميلز
- نيكولاس هولت في دور تايلر ، عميل مارجوت المتكبر وعشاق الطعام في سلويك.
- هونغ تشاو بدور إلسا
- جانيت ماكتير بدور ليليان بلوم ، ناقد طعام ساعدت في جعل جوليان مشهورًا.

## روابط خارجية
مقالات تستعمل روابط فنية بلا صلة مع ويكي بيانات